# Zandvedermot
De zandvedermot (Gillmeria ochrodactyla) is een vlinder uit de familie vedermotten (Pterophoridae). De spanwijdte van de vlinder bedraagt tussen de 24 en 28 millimeter. De soort overwintert als rups. De soort komt verspreid over Europa voor.

## Waardplanten
De zandvedermot heeft boerenwormkruid als waardplant.

## Voorkomen in Nederland en België
De zandvedermot is in Nederland en in België een vrij algemene soort. De soort kent één generatie die vliegt in juni en juli.